# Ніколозі
Ніколозі (італ. Nicolosi, сиц. Niculusi) — муніципалітет в Італії, у регіоні Сицилія,  метрополійне місто Катанія.
Ніколозі розташоване на відстані близько 530 км на південний схід від Рима, 160 км на схід від Палермо, 12 км на північ від Катанії.
Населення — 7415 осіб (2014).
Щорічний фестиваль відбувається другої неділі серпня. Покровитель — Sant'Antonio di Padova.

## Демографія
Населення за роками:

Станом на 1 січня 2023 року в муніципалітеті офіційно проживав 291 іноземець з 34 країн, серед них 95 громадян країн Євросоюзу та 1 громадянин України.

## Сусідні муніципалітети
- Адрано
- Бельпассо
- Б'янкавілла
- Бронте
- Кастільйоне-ді-Сицилія
- Малетто
- Маскалучія
- Педара
- Рандаццо
- Сант'Альфіо
- Цафферана-Етнеа